# Adiós con el corazón
Adiós con el corazón es una película española dirigida por José Luis García Sánchez.

## Argumento
Juan Peñasco (Juan Luis Galiardo) es un hombre que supera los cincuenta años, con su barriga propia de la edad, con canas, etc. que vive solo... pero, aun así, sigue siendo atractivo para las mujeres... La inesperada llegada de su supuesta hija cubana coincide con su último fracaso amoroso.

## Comentarios
Es continuación de la saga de cine cómico iniciado con Suspiros de España y Portugal y seguida luego con Siempre hay un camino a la derecha.

## Palmarés cinematográfico
XV edición de los Premios Goya
| Categoría                                   | Persona            | Resultado |
| ------------------------------------------- | ------------------ | --------- |
| Mejor interpretación masculina protagonista | Juan Luis Galiardo | Ganador   |

Festival de Cine Español de Málaga
| Categoría   | Persona                                | Resultado |
| ----------- | -------------------------------------- | --------- |
| Mejor actor | Juan Luis Galiardo                     | Ganador   |
| Mejor guion | Rafael Azcona José Luis García Sánchez | Ganadores |

## Reparto
| Intérprete               | Personaje             |
| ------------------------ | --------------------- |
| Juan Luis Galiardo       | Juan                  |
| Laura Ramos              | Caty                  |
| Jesús Bonilla            | Pozueta               |
| Neus Asensi              | Carmela               |
| Juan Echanove            | Pepe                  |
| María Luisa San José     | Paulina               |
| Teresa Gimpera           | Alicia                |
| Aurora Bautista          | La Marquesa           |
| Christopher de Andrés    | Girondo               |
| Pedro Miguel Martínez    | Tony                  |
| Tete Delgado             | Noelia                |
| Guillermo García-Ramos   | Carlos                |
| Sergio Villanueva        | Magaña                |
| Emilio Buale             | Amante                |
| Serafín García Trueba    | Director              |
| Ángel Alcázar            | Policía               |
| Jorge Merino             | Tarsicio              |
| Yamilé Lavín             | Pedicura              |
| Rosaura de Andrea        | Camarera              |
| Ruth Núñez               | Doncella              |
| Pedro Sopeña             | Gorila 2.             |
| Teresa Cantero           | Niña fotomatón        |
| Ángela Huete             | Niña piraña           |
| Emilio Sagi              | Cura                  |
| Luis Perezagua           | Obispo                |
| David Trueba             | Secretario del obispo |
| José Francisco Ramírez   | Violinista            |
| Manolo Vicent            | Pianista              |
| Ángel Sánchez Harguindey | Director de orquesta  |

- Datos: Q5657775